# Palmestranden
Palmestranden er en badestrand i Frederikshavn ved Ålbæk Bugt. Stranden er omkring 25 m bred og 500 m lang. Nord for stranden ligger en bådehavn. Stranden er kendt for sine karakteristiske palmer, der i sommermånederne gror i sandet. Der er ca. 90 italienske hørpalmer langs stranden. Stranden, der opfattes som børnevenlig, byder på strandparasoller, otte beachvolleybaner, grill og kiosk. Badestranden, der har det blå flag, er i højsæsonen bemandet med livreddere fra TrygFonden Kystlivredning.